# Dagmar Monett Diaz
Dagmar Monett Díaz (* 3. April 1969 in Havanna, Kuba) ist eine Informatikerin. Seit 2010 ist sie Professorin am Fachbereich Duales Studium an der Hochschule für Wirtschaft und Recht Berlin, wo sie Künstliche Intelligenz und Software-Engineering unterrichtet. Zu ihren Forschungsschwerpunkten gehören KI, KI in der Bildung, Critical AI, Metaheuristiken, Wissensbasierte Systeme, Multiagentensysteme und evolutionäre Algorithmen.

## Werdegang
Monett Díaz studierte 1987 bis 1992 Kybernetische Mathematik an der Universität von Havanna in Kuba, wo sie von 1995 bis 1998 auch ihr Masterstudium in Informatik absolvierte. Seit 1999 lebt sie in Deutschland und forschte zunächst 2002 bis 2005 als wissenschaftliche Mitarbeiterin am Institut für Informatik der Humboldt-Universität zu Berlin, wo sie in 2005 auf dem Gebiet der agentenbasierten Konfiguration metaheuristischer Algorithmen, auch im Zusammenhang mit Künstlicher Intelligenz promovierte. In den Folgejahren lehrte und forschte sie weiter an der Humboldt-Universität, bevor sie 2010 als Professorin für Informatik an die HWR Berlin berufen wurde. Sie ist Mitglied des d-cube Instituts an der HWR.
Monett Díaz’ jüngere und weitere Forschungsaktivitäten liegen im Umfeld von (Künstlicher) Intelligenz, unter anderem mit einem Versuch zur Findung einer einheitlichen Definition des Begriffs. Sie war Mitgründerin der AGI Sentinel Initiative (AGISI), die sich zum Ziel gesetzt hatte, durch Forschung dazu beizutragen, dass die Entwicklung von Künstlicher Intelligenz zum Wohle der Menschheit eingesetzt wird.

## Publikationen (Auswahl)
- Agent-Based Configuration of (Metaheuristic) Algorithms. Shaker, Aachen 2005, ISBN 978-3-8322-4010-3, urn:nbn:de:101:1-2019051907403333990161 (englisch, Online – nur im Lesesaal der DNB zugänglich).

- mit René Lamour: A new algorithm for the index determination in DAEs by Taylor series using Algorithmic Differentiation (= Preprints aus dem Institut für Mathematik. Nr. 4). Berlin 2011, doi:10.18452/2821, urn:nbn:de:kobv:11-100193378 (englisch, Open-Access-Version via edoc.hu-berlin.de).